# Lijst van Spaanstalige boeken
In deze lijst zijn titels opgenomen van in het Spaans geschreven letterkundige werken (proza, poëzie, toneel, essays), met een zekere literaire waarde of omdat ze vrij bekend zijn. De titels zijn gerangschikt per land.

## Argentinië
- Federico Andahazi
  - El anatomista (1997)

- Roberto Arlt
  - Los siete locos (1929)
  - Los lanzallamas (1931)

- Adolfo Bioy Casares
  - El sueño de los héroes (1954)
  - Diario de la guerra del cerdo (1969)
  - Dormir al sol (1973)

- Jorge Luis Borges
  - Fervor de Buenos Aires (1923)
  - Inquisiciones (1925)
  - Discusión (1932)
  - Historia universal de la infamia (1935)
  - La biblioteca de Babel (1941)
  - Poemas (1943)
  - Tlön, Uqbar, Orbis Tertius (1944)
  - El jardín de senderos que se bifurcan (1944)
  - Ficciones (1944)
  - El Aleph (1949)
  - El hacedor (1960)
  - El informe de Brodie (1970)
  - El oro de los tigres (1972)
  - El libro de arena (1975)
  - Libro de sueños (1976)

- Rubén Darío
  - Azul (1888)
  - Los raros (1893)
  - Prosas profanas (1896)
  - Cantos de vida y esperanza (1905)

- H. Bustos Domecq
  - Seis problemas para Don Isidro Parodi (1942)

- Julio Cortázar
  - Bestiario (1951)
  - Final de juego (1956)
  - Las armas secretas (1959)
  - Rayuela (1966)
  - Todos los fuegos el fuego (1966)
  - 62 Modelo para armar (1968)
  - Libro de Manuel (1973)
  - Octaedro (1974)
  - Alguien que anda por ahí (1977)
  - Queremos tanto a Glenda (1980)
  - Deshoras (1982)

- Mempo Giardinelli
  - La revolución en bicicleta (1980)
  - Luna caliente (1983)

- Eduardo Gudiño Kieffer
  - Será por eso que la quiero tanto (1975)

- Ricardo Güiraldes
  - Don Segundo Sombra (1926)

- José Hernández
  - Martín Fierro	(1872)
  - La vuelta de Martín Fierro (1878)

- Eduardo Mallea
  - Todo verdor perecerá (1941)

- Manuel Mújica Láinez
  - Bomarzo (1962)

- Manuel Puig
  - La traición de Rita Hayworth (1968)
  - Boquitas pintadas (1969)
  - The Buenos Aires Affair (1973)
  - El beso de la mujer araña (1976)
  - Pubis angelical (1979)
  - Maldición a quien lea estas páginas (1980)
  - Sangre de amor correspondido (1982)
  - Cae la noche tropical (1988)

- Ernesto Sábato
  - El túnel (1948)
  - Sobre héroes y tumbas (1961)
  - Abaddón el exterminador (1974)

- Pablo de Santis
  - El palacio de la noche (1987)
  - La traducción (1998)
  - Filosofía y Letras (1999)

- Osvaldo Soriano
  - No habrá más penas ni olvido (1980)
  - Cuarteles de invierno (1982)
  - Una sombra ya pronto serás (1990)

- Luisa Valenzuela
  - Hay que sonreír (1966)
  - Como en la guerra (1977)
  - Cambio de armas (1982)
  - Cola de largartija (1983)
  - Novela negra con argentinos (1990)

## Chili
- Isabel Allende
  - La casa de los espíritus (1982)
  - De amor y de sombra (1984)
  - Eva Luna (1987)
  - El plan infinito (1991)
  - Paula (1994)
  - Afrodita: cuentos, recetas y otros afrodisíacos (1997)
  - Hija de la fortuna (1999)
  - Retrato en sepia(2000)

- Roberto Ampuero
  - Halcones de la noche (2005)

- Roberto Bolaño
  - Estrella distante (1996)
  - Los detectives salvajes (1998)
  - Nocturno de Chile (2000)
  - 2666 (2006)

- María Luisa Bombal
  - La última niebla (1935)
  - La amortajada (1938)
  - El árbol (1939)
  - Las islas nuevas (1939)
  - Mar, cielo y tierra (1940)
  - La historia de María Griselda (1946)
  - La maja y el ruiseñor (1960)

- José Donoso
  - Coronación (1958)
  - Este domingo (1966)
  - El obsceno pájaro de la noche (1970)
  - Tres novelitas burguesas (1973)
  - Casa de campo (1978)
  - El jardín de al lado (1981)

- Carla Guelfenbein
  - La mujer de mi vida

- Jorge Marchant Lazcano
  - Me parece que no somos felices

- Andrea Maturana
  - No decir

- Gabriela Mistral
  - Sonetos de la muerte (1914)

- José Miguel Varas
  - El correo de Bagdad

## Colombia
- Gabriel Garcia Márquez
  - Cien años de soledad (1967)
  - El amor en los tiempos del cólera (1985)

## Ecuador
- Alfonso Barrera Valverde
  - Dos muertes en una vida

- Benjamín Carrión
  - Montalvo

- José de la Cuadra
  - Los Sangurimas

- Jorge Icaza
  - Huasipungo (1934)

- José Martínez Queirolo
  - La lluvia muere en silencio

- Adalberto Ortiz
  - Juyungo

- Pablo Palacio
  - Débora
  - Un hombre muerto a puntapiés
  - Vida del ahorcado

- Alfredo Pareja Diezcanseco
  - Los poderes omnímodos
  - Hombres sin tiempo

- Jorge Queirolo Bravo
  - El campesino
  - Operación Lagos

- Víctor Manuel Rendón
  - Lorenzo Cilda

- Alicia Yánez Cossío
  - Sé que vienen a matarme

## Perú
- Ciro Alegría
  - El mundo es ancho y ajeno

- Jaime Bayly
  - No se lo digas a nadie

- Alfredo Bryce Echenique
  - La amigdalitis de Tarzán

- Mario Vargas Llosa
  - Los cachorros

## Uruguay
- Horacio Quiroga
  - Historia de un amor turbio (1908)
  - Cuentos de amor, de locura y de muerte (1917)
  - Cuentos de la selva (1918)
  - Anaconda (1921)
  - El desierto (1924)
  - Los desterrados (1926)
  - Pasado amor (1929)
  - Más allá (1935)